# NHK 기타큐슈 방송국
NHK 기타큐슈 방송국(北九州 放送局)은 후쿠오카현 기타큐슈·온가·게이치쿠 및 지쿠호지구를 방송구역으로 하는 NHK의 지역방송국이며 중파·FM라디오·텔레비전 방송을 담당하고 있다.

## 연혁
- 1931년 12월 21일 - 고쿠라 방송국 라디오 방송 개시(JOSK)
- 1947년 3월 20일 - 라디오 제2방송 개시
- 1948년 7월 1일 - 라디오 제2방송 호출 부호, JOSB로 변경
- 1957년 5월 29일 - 종합 텔레비전 방송 개시(JOSK-TV)
- 1962년 1월 8일 - 교육 텔레비전 방송 개시(JOSB-TV, 규슈최초)
- 1963년 2월 10일 - 기타큐슈시가 발족하면서 기타큐슈 방송국으로 명칭 변경
- 1964년 5월 1일 - FM실험 방송 개시
- 1969년 3월 1일 - FM방송 본방송 개시(JOSK-FM, 일본전국 동시개국)
- 2006년 9월 1일 - 디지털 텔레비전 방송 시험방송 시작
- 2006년 10월 1일 - 디지털 텔레비전 방송 개시(후쿠오카 방송국의 중계국으로 방송실시)
- 2007년 1월 22일 - 디지털 텔레비전이 완전한 출력으로 방송을 실시한다.
- 2011년 7월 25일 - 지상파 아날로그 텔레비전 방송 완전 종료

## 채널·주파수
- 종합 텔레비전 기타큐슈본국(JOSK-DTV) 40ch
- 교육 텔레비전 기타큐슈본국(JOSB-DTV) 42ch
- 라디오 제1방송 기타큐슈본국(JOSK) 540kHz 출력:1kW
- 라디오 제2방송 기타큐슈본국(JOSB) 1602kHz 출력:1kW
- FM방송 기타큐슈본국(JOSK-FM) 85.7MHz 출력:250W

## 후쿠오카현에 있는 다른 방송국

### 텔레비전 방송국
- NHK 후쿠오카 방송국(후쿠오카·지쿠고 지역 관할)
- 규슈 아사히 방송(KBC)(라디오 방송국 겸영, TV는 TV 아사히 계열국, 라디오는 NRN계열국)
- RKB 마이니치 방송(RKB)(라디오 방송국 겸영, TV는 도쿄 방송 계열국, 라디오는 JRN계열국)
- 후쿠오카 방송(FBS)(니혼 TV 계열)
- TVQ규슈방송(TVQ)(TV 도쿄 계열)
- TV 니시닛폰(TNC)(후지 TV 계열,예전에 본사가 기타큐슈시에 있었음)

### 라디오 방송국
- CROSS FM(재팬 FM 리그계열, 기타큐슈 시내에 본사있음)
- FM후쿠오카(JFN 계열, 기타큐슈 시내에 사업 거점 없음)
- 규슈국제FM(메가네트 계열)